# مارغريت آرتشر
مارغريت آرتشر (بالإنجليزية: Margaret Archer)‏ هي عالمة اجتماع بريطانية، ولدت في 20 يناير 1943.